# Мухаммед (имя)
Муха́ммад, Мухамма́д или Моха́ммад (араб. مُحَمَّدٌ‎ МФА: [muˈħammad]о файле) — распространённое, главным образом в мусульманском мире, мужское личное имя. Имеет значение ‘восхваляемый, достойный хвалы’. Как правило, даётся в честь Мухаммеда — арабского проповедника единобожия и пророка ислама, которому, согласно этому учению, Бог ниспослал священное писание Коран.
В русском языке используются также варианты Магоме́т, Магоме́д, Магаме́д и др. Исторически наиболее известной формой имени для русскоязычного населения был Магомет.
Среди тюрков-мусульман распространены также варианты имени Мамед, Мехмет, Мемет, Махамбет, Маханбет, Мамбет, Мамет, Мухамбет, Муканбет и так далее.  
В Азербайджане в настоящий момент утверждена единая форма имени Мухаммед. 
Есть также романизированные варианты имени: итальянское — Маометто, испанское — Маома, португальское — Маоме и латинское — Маометус.
Среди мусульман в Африке, в частности в Гамбии распространён вариант имени Момодо или Мамадо.

## Статистика
Имя Мухаммед считается самым распространённым в мире, обусловлено это тем, что мусульмане называют своих первенцев в честь исламского пророка. 
Оно также стало самым популярным именем среди новорожденных в Великобритании в 2009, 2011 и 2012 годах, и вторым по популярности в 2007 и 2010 годах. Также имя стало самым распространённым среди младенцев во французском департаменте франции Сен-Сен-Дени (2002, 2008) и Марселе (2008). В крупнейших Бельгийских городах: Брюсселе и Антверпене начиная с 2008 года самым популярным именем среди младенцев остаётся «Мухаммед». Во всех случаях данный феномен обусловлен высокой рождаемостью среди мусульманских эмигрантов и их потомков в европейских странах, где рождаемость среди местного населения сравнительно ниже.
Так как среди мусульман имя Мухаммед носит очень распространённый характер, люди часто используют второе имя, например такие известные личности, как Анвар Садат, Хосни Мубарак, Зия-уль-Хак, Айюб Хан, Наваз Шариф и другие.

## Известные носители
- Мухаммед (570—632) — исламский пророк
- Ала ад-Дин Мухаммед II (?-1220) — Хорезм шах.
- Мухаммед Али (1769—1849) — хедив Египта в XIX веке.
- Али, Мохаммед (1942—2016) — боксёр из США, один из лучших в истории бокса.
- Мокри, Мохаммед (1921—2007) — иранский учёный-курдолог, писатель и общественный деятель курдского происхождения

## Однокоренные имена
От того же арабского корня (Ḥ-M-D ‘восхвалять’) происходят также имена:
- Ахмед (Ахмад, Ахмет и др.)
- Гамид (Хамид)
- Махмуд
- Мамет
- Махамбет
- Мамбет

## Фамилии
- Магомедов
- Магометов
- Мухамедов
- Мамедов
- Магомаев
- Махамбетов
- Мухамбетов
- Маметов
- Мамбетов
- Маматов